# It’s All Gone Pete Tong
It’s All Gone Pete Tong ist ein Film aus dem Jahr 2004 und handelt vom fiktiven DJ Frankie Wilde. Nach eigenen Angaben beruht der Film auf einer wahren Begebenheit. Der Werdegang Wildes wird von international bekannten DJs wie Carl Cox, Paul van Dyk, Charlie Chester und Tiësto kommentiert. Die Filmhandlung spielt unter anderem an bekannten Schauplätzen auf Ibiza, etwa in den Discotheken Pacha, Amnesia, Privilege und DC-10.

## Handlung
Frankie Wilde ist ein erfolgreicher DJ auf Ibiza, lebt sein Leben jedoch exzessiv und häufig unter Drogeneinfluss. Zu seinem näheren Umfeld gehören seine Ehefrau Sonja und sein Manager Max, der wiederum die Exzesse seines Schützlings noch weiter anheizt. Franks Welt gerät jedoch erst vollends aus den Fugen, als er allmählich beginnt, sein Gehör zu verlieren. Er ignoriert diese Entwicklung bis zu einem Gig, bei dem er nicht mehr in der Lage ist, die zu mischenden Musikstücke wahrzunehmen, woraufhin er wegen eines schlechten Überganges von den Gästen ausgebuht wird. Erst hiernach sucht er auf Drängen seines Managers einen Arzt auf, der ihm aber nur noch mitteilen kann, dass er einseitig bereits komplett taub ist und auf der anderen Seite nur noch zwanzig Prozent seines Hörvermögens besitzt. Infolge eines Unfalles verliert Frank kurze Zeit später auch noch die letzte Hörkraft auf dem verbleibenden Ohr.
Daraufhin wird er von seiner Frau verlassen, sein Musiklabel lässt ihn fallen und Frank verbarrikadiert sich in seinem Haus in einem andauernden Drogenexzess, bei dem er versucht, sein Gehör wiederzuerlangen. Erst als er sich nach einem Suizidversuch von den Drogen trennt und kurze Zeit später bei dem Versuch, Lippenlesen zu lernen, die ebenfalls gehörlose Penelope kennen und lieben lernt, geht es wieder aufwärts. Frank findet neue Wege, die Musik für ihn wahrnehmbar zu machen und beginnt mit Hilfsmitteln wieder als DJ zu arbeiten. Hier beginnt sein neuer kometenhafter Aufstieg, der seinen alten Ruhm noch in den Schatten stellt. Doch Max, der ihn nun wieder betreut, wittert gerade in Franks Gehörlosigkeit eine Vermarktungsmöglichkeit und missachtet Penelope, die an Franks Erfolg maßgeblich beteiligt ist, vollends. Frank entschließt sich jedoch auszusteigen und verschwindet für den Rest der Welt spurlos. Während verschiedene DJs und Produzenten über seinen möglichen Tod spekulieren, wird Frank in den letzten Einstellungen gezeigt, wie er Penelope trifft, die mittlerweile ein Kind auf dem Arm hält und wie er einer Gruppe von gehörlosen Kindern zeigt, wie diese Musik wahrnehmen können und wie man sich dazu bewegt.

## Kritik
„Der Film funktioniert aufgrund seiner schrägen Comic-Intensität. Kaye und dessen Drehbuchregisseur Michael Dowse zeichnen den Aufstieg und Fall des Frankie Wilde, während sich andere Regisseure Imperatoren und Königen widmen.“

„Frankie dreht nicht nur an den Platten, er ist Gold wert. Das ausgestopfte Monster mit Reißzähnen, das Frankie während seiner Gelage in Schach hält, ist genial.“

## Auszeichnungen
- 2004: Toronto International Film Festival – Best Canadian Feature
- 2005: US Comedy Arts Festival – Best Feature
- 2005: US Comedy Arts Festival – Best Actor (Paul Kaye)
- 2005: Gen Art Film Festival – Grand Jury Award
- 2005: Gen Art Film Festival – Audience Award
- 2005: Vancouver Film Critics Circle – Best British Columbian Film
- 2005: Canadian Comedy Awards – Best Male Performer (Mike Wilmot)
- 2005: Leo Awards – Best Overall Sound
- 2005: Leo Awards – Best Sound Editing
- 2005: Leo Awards – Best Feature-Length Drama